# Хенляйн, Петер

Петер Хенляйн (нем. Peter Henlein); (1479/1480 — август 1542) — специалист по замкам и часовых дел мастер из Нюрнберга, который считается создателем переносного хранителя времени, что делает его изобретателем карманных часов, но данное утверждение является спорным. Его небольшие «Карманные часы» в форме барабана (или яйца), являлись переносными часами, которые он изобрёл в период своего нахождения в приюте для бедных с 1504 по 1508 год, и могли идти без подзаводки почти сорок часов, в часах присутствовала всего лишь одна стрелка — часовая, которая показывала лишь приблизительное время. Корпус этих часов был выполнен из позолоченной латуни и имел форму яйца, очевидно, потому и получили они название — «Нюрнбергское яйцо».
Мемориальная доска с именем Хенляйна находится в зале славы Вальхалла, находящегося в Баварии.

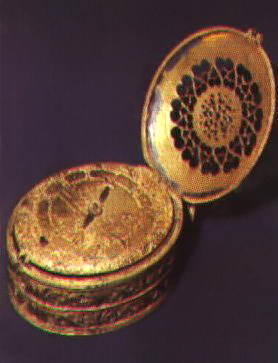
переносные часы («Нюрнбергское яйцо») Петера Хенляйна